# Sovjetsko-albanski spor
Sovjetsko-albanski spor je bil postopno poslabšanje odnosov med Sovjetsko zvezo in Ljudsko republiko Albanijo kot posledica zbliževanja sovjetskega voditelja Nikite Hruščova z Jugoslavijo in njegovega »tajnega govora« ter kasnejše destalinizacije, vključno s prizadevanji za razširitev te politike v Albanijo, kot se je takrat dogajalo v drugih državah vzhodnega bloka.
Albanski voditelj Enver Hoxha je bil velik ljubitelj sovjetskega voditelja Josifa Stalina in je imel stalinistično diktaturo za vzor svoji vladavini v Albaniji. Leta 1953 je po Stalinovi smrti vodenje Sovjetske zveze prevzel Nikita Hruščov. Leta 1956 je Hruščov na 20. kogresu KPSZ podal tajno poročilo (govor), v katerem je razkril in obsodil Stalinove zločine ter ob tem tudi obsodil Stalinovo vladavino. Hoxha je bil nad tem zgrožen. Albansko vodstvo je z idelološkega stališča razumelo Hruščovo politiko nasprotno marksistično-leninistični doktrini, praktično-politično pa kot nevarnost, da pride do sprememb tudi v Albaniji, kar bi pomenilo zamenjavo njenega vodstva. V tem času se je kot posledica Hruščovega tajnega govora pojavil tudi sovjetski spor z Kitajsko, kar je povzročilo še večje napetosti in postopno preorientacijo albanskega vodstva z navezavo na politiko Kitajske. To je bilo potrebno tudi zaradi albansko-jugoslovanskega spora, ki je bil del informbirojevske kampanje iz leta 1948, saj se je sovjetsko vodstvo sklenilo pobotati s Titom oz. Jugoslavijo, Enver Hoxha pa ne.
Albanija je diplomatske odnose z Sovjetsko zvezo prekinila leta 1961, do tega leta je bila tudi članica SEV, vendar pa je ostala članica Varšavskega pakta vse do leta 1968, ko je izstopila iz pakta zaradi sovjetske invazije na Češkoslovaško.